# Rezerwat przyrody Jezioro Krasne
Rezerwat przyrody Jezioro Krasne – wodny rezerwat przyrody położony na Równinie Charzykowskiej, na obszarze gminy Przechlewo, powiat człuchowski, województwo pomorskie. Obszar rezerwatu wynosi 42,62 ha i obejmuje akwen jeziora lobeliowego (humotroficznego oligo-mezohumusowego) Krasno (kaszb. Jezoro Krôsné) o powierzchni 29,43 ha oraz otaczające je torfowiska i lasy. W celu zabezpieczenia rezerwatu przed zagrożeniami zewnętrznymi wyznaczono otulinę o powierzchni 55,50 ha.
Rezerwat został powołany na mocy Zarządzenia Ministra Leśnictwa i Przemysłu Drzewnego z dnia 10 listopada 1976. Początkowo zajmował 28,00 ha i obejmował samo jezioro. Został powiększony Zarządzeniem Nr 25/2011 Regionalnego Dyrektora Ochrony Środowiska w Gdańsku z dnia 28 września 2011.
Celem ochrony w rezerwacie, według obowiązującego aktu prawnego, jest „zachowanie jeziora lobeliowego oraz przylegających do niego torfowisk i lasów bagiennych, wraz z ich charakterystycznymi biocenozami oraz populacjami cennych gatunków roślin i zwierząt”.
Występują tu stanowiska znajdujących się pod ochroną elismy wodnej, poryblina jeziornego, lobelii jeziornej, brzeżycy jednokwiatowej, jeżogłówki pokrewnej, bagna zwyczajnego, modrzewnicy zwyczajnej i żurawiny błotnej.
Faunę reprezentują m.in. ważki, jaszczurki, żaby, traszki, żurawie, czaple czy gągoły.
Jezioro jest w zarządzie Krajowego Ośrodka Wsparcia Rolnictwa (wcześniej Agencji Nieruchomości Rolnych). Pozostałym terenem zarządza Nadleśnictwo Niedźwiady. Na mocy obowiązującego planu ochrony ustanowionego w 2012 roku, obszar rezerwatu objęty jest ochroną czynną. Nadzór nad rezerwatem sprawuje Regionalny Dyrektor Ochrony Środowiska w Gdańsku.
Rezerwat wraz z otuliną leży w obszarze o znaczeniu wspólnotowym „Jezioro Krasne” PLH220035, a wraz z nim na Obszarze Chronionego Krajobrazu Fragment Borów Tucholskich.
Najbliższymi miejscowościami są Krasne, Lipczynek i Nowa Wieś.